# Мікі Кінґ
Мікі Кінґ (англ. Micki King, 26 липня 1944) — американська стрибунка у воду.
Олімпійська чемпіонка 1972 року, учасниця 1968 року.
Призерка Панамериканських ігор 1967, 1971 років.